# Piet van den Biggelaar
Petrus (Piet) van den Biggelaar (Beek en Donk, 8 januari 1918 - Bafwasende, 27 november 1964?), kloosternaam pater Jozef, was een Nederlandse pater en missionaris in Congo.
Piet van den Biggelaar is via zijn moeder (Mie van Lieshout) familie van Pater Eustachius van Lieshout. Mie van Lieshout was de zus van de pater.

## Familie en thuissituatie
De ouders van Piet waren Eduard Egidius (Eduard) en Theodora Maria (Mie) van Lieshout. Piet had twee oudere broers, Martien en Willem, en een jongere broertje Engelbert dat op één jarige leeftijd overleed.
Piet  voltooide zijn priesterstudie en is op 19 maart 1946 in Nijmegen tot priester gewijd.
Op 2 november 1951 overleed moeder Mie van Lieshout op 70-jarige leeftijd. Vader Eduard van den Biggelaar overleed op 28 augustus 1954 in de leeftijd van 66 jaar. Tot de sloop van de boerderij aan de Trentstraat is broer Willem er blijven wonen. Daarna heeft hij een huis gebouwd aan de Rogier Monicxlaan. Martien overleed nog voordat de boerderij gesloopt werd.

## Missiewerk
Piet behoorde tot de priestercongregatie van het Heilig Hart van Jezus. Op 22 januari 1947 vertrok Piet naar Belgisch-Congo om zijn eerste missiewerk te doen.
In 1958 vroeg Piet van den Biggelaar de Belgische nationaliteit aan. Als reden werd opgegeven ‘Om beter in dienst te staan van de kolonie’. Op 31 juli 1958 stuurt de Nederlandse Consulaat-Generaal een brief dat Piet zijn Nederlanderschap heeft verloren door naturalisatie in een ander land. In dit geval dus België.
In 1963 kwam Piet voor vakantie terug naar Beek en Donk, vooral om aan te sterken na het zware werk in de missie. Hij gaf zich volledig voor het missiewerk wat aan hem te zien was. Thuis kon Piet voldoende energie opdoen voordat hij terugkeerde naar Congo.
Toen Piet kenbaar maakte terug naar Congo te willen gaan, ondanks alle onrust, raadden zijn familieleden en de pastoor dit af. Piet vond echter dat hij niet gemist kon worden en sloeg de goede raad in de wind.
Op 8 april 1964 vertrok Piet vanuit Brussel naar Leopoldville om op 9 april door te reizen naar Stanleyville. Om uiteindelijk bij zijn missie te komen moest men vanuit Stanleyville met de auto naar Bomili toe. Uit zijn in memoriam blijkt dat zijn laatste vertrek hem moeilijk viel.

## Simba opstand
Nadat het vroegere Belgisch-Congo op 30 juni 1960 onafhankelijk werd, brak er spoedig grote onrust uit. Er was muiterij in het leger en de relatief rijke koperprovincie Katanga probeerde zich af te scheiden. In 1964 namen de Simba's (Swahili voor Leeuwen) een groot gedeelte van Oost-Congo in. De rebellen werden gedreven door anti-westerse en anti-postkoloniale motieven. De Simba-opstandelingen kregen hierbij steun van de Sovjet-Unie. Tijdens de bezetting, door de simba’s, werden talrijke katholieke en protestantse missieposten afgesloten van de buitenwereld. Daarnaast hebben zich verschrikkelijke moordpartijen voorgedaan in verschillende plaatsen.
De heer P.B. Balleur heeft hierover een verslag geschreven met de titel ‘Niets te vrezen voor ons: In de oost provincie, in Stan. (Stanleyville) kunnen ze nooit komen...’ 
Pater Piet van den Biggelaar wordt in het verslag voor het eerst genoemd op 1 november 1964. Op deze datum werd hij vanuit zijn missie in Bomili naar Bafwasende gebracht. Onder de bezetting van de Simba's probeerde Piet en zijn broeders het parochieleven zoveel mogelijk te hervatten. Elke dag werd er een heilige mis gehouden.
Op 24 november kwamen er berichten dat er paracommando’s geland waren in Stanleyville. Hierop reageerden de Simba's dat alle paters en zusters met een vrachtwagen werden weggebracht naar een gevangenis. Bij aankomst moeten de paters en zusters alle voorwerpen afgeven. Denk hierbij aan brillen, kruisjes, rozenkransen, medailles en halssnoeren. Alle paters en zusters worden in een klein vuil vertrekje geplaatst waar ze de nacht moeten doorbrengen.
Op 25 november krijgen ze een iets ruimer vertrek. De paters krijgen ook te horen dat ze door de Simba’s ter dood veroordeeld waren. Ze zijn hevig aangeslagen. De hele nacht probeerden de Simba's zusters uit het vertrek mee te nemen naar buiten. Dat is ze niet gelukt.
26 november vliegt er een vliegtuig over Bafwasende. Dit zorgt voor de nodige consternatie.
Op 27 november hebben de paters nog enige uren op het binnencour gewerkt. Ze hebben gras gekapt. Om 11 uur komt er een troep Simba’s binnen. Zij eisen dat alle paters en zusters zich uitkleden. De paters doen dit, maar de zusters weigeren en worden geslagen. Dan komt er een goede luitenant binnen en laat de paters hun kleren weer aantrekken.
Diezelfde middag komt dezelfde Simba weer binnen en zet drie ziekenzusters en een pater en broeder apart. ‘Die hebben we nog nodig’, zei hij. De andere paters en zusters moeten zich uitkleden om terechtgesteld te worden. Dit zorgt voor veel chaos en de Simba’s slaan de zusters met hun knuppels. Het helpt echter niet. Intussen zijn de 7 paters (inclusief Pater Piet van den Biggelaar) naar buiten bij de rivier Lindi gebracht. De zusters die protesteerden worden ook naar buiten gebracht. Onderweg naar de rivier komen ze de goede luitenant weer tegen. Die eist dat de zusters terug naar de gevangenis gebracht worden. Onderweg terug naar de gevangenis horen ze machinegeweerschoten uit de richting van de rivier.
De lichamen van de 7 paters zijn echter nooit gevonden. Waarschijnlijk is deze dag de sterfdag van Pater Piet van den Biggelaar. 27 november 1964.
Helaas laat het verslag van De Heer P.B. Balleur zien dat het niet bij deze 7 paters is gebleven.
In totaal zijn er 100 Belgen, 37 Nederlanders, 11 Italianen, 10 Congolezen, 8 Luxemburgers, 5 Spanjaarden, 4 Fransen, 2 Duitsers, 1 Engelsman, 1 Oostenrijker, 1 Amerikaan vermoord tijdens de Simba-opstanden. Dit brengt het totaal op 180 vermoorde missionarissen.

## De familie tijdens de simba-opstand
De familie van Piet van den Biggelaar, zijn twee broers, Martien en Willem, blijven nog lang in onzekerheid. Op 17 augustus 1964 ontvangen ze een brief waarin staat dat er ‘gunstige’ berichten uit Congo komen.
Op 8 januari 1965 komt het nieuws via een brief binnen bij Martien en Willem. In de brief stond het volgende beschreven:
'‘Uit inlichtingen betreffende het lot van 12 Nederlandse missionarissen en 3 Belgische missiezusters, sinds geruime tijd in de Kongolese rebellenzone als verdwenen beschouwd, blijkt dat men het ergste vreest. Volgens Kongolose en andere verklaringen zouden deze 15 personen gedood zijn. Hun overlijden is echter nog steeds niet met zekerheid vastgesteld Daarna volgen de namen, waaronder ook de naam van uw zoon of broer.’
In de brief werd verder gevraagd om officiële berichten af te wachten en voorlopig geen maatregelen te nemen. Het houden van een uitvaartdienst is nog voortijdig.

## Memoriaal-Kongolo Gentinnes (België)

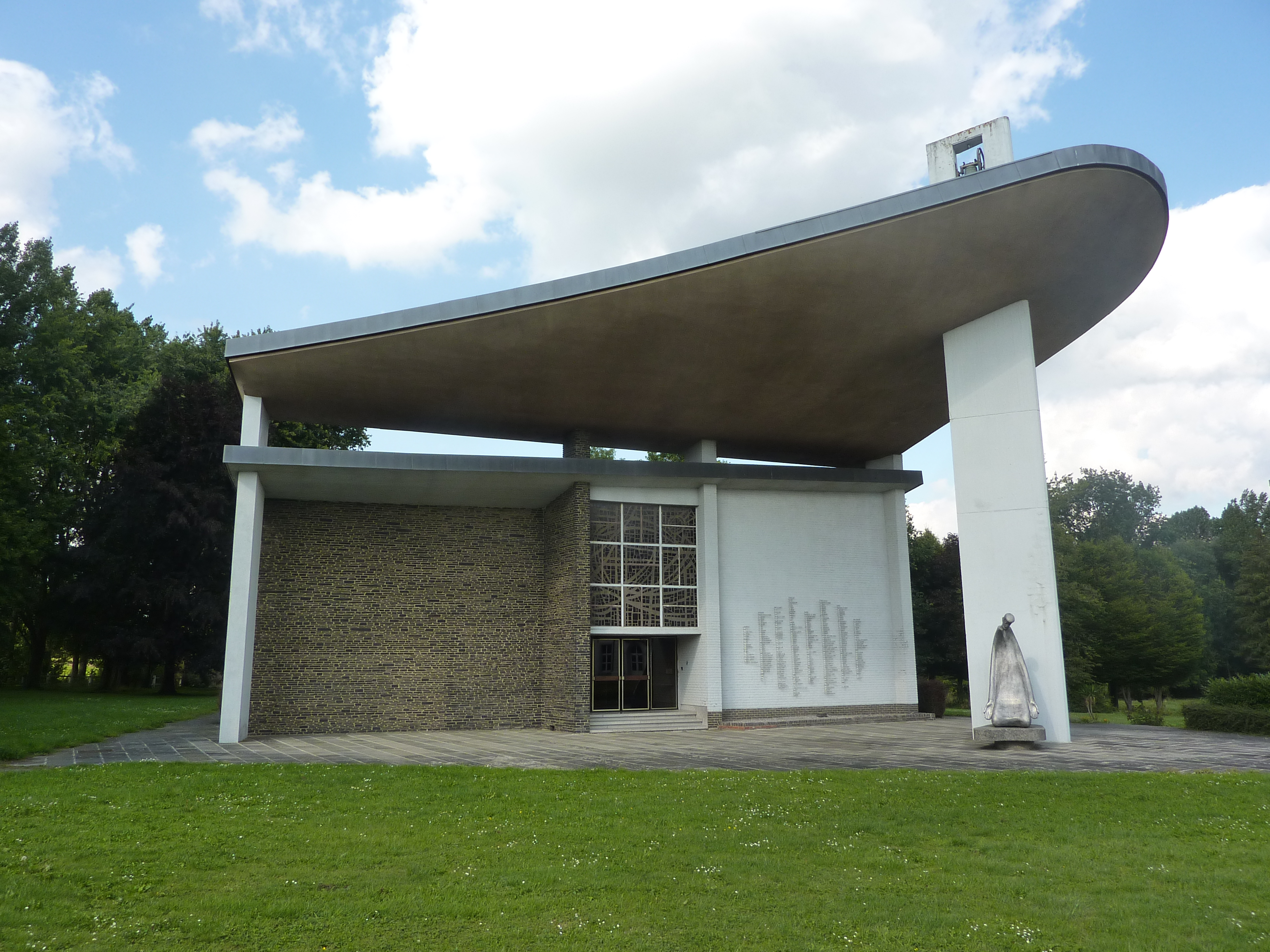
Mémorial Kongolo de Gentinnes

Het Chapelle-Mémorial Kongolo te Gentinnes, België, is een herdenkingsplaats geworden voor alle slachtoffers vanaf de onafhankelijkheid van Congo (juni 1960) en de ‘troubles’ die daarna volgden tussen 1962 en 1964. Het gaat om een kapel met aan de buitenmuur de namen van de omgekomen missionarissen.
Het eerste idee was om een herdenkingsplaats te maken voor de 19 missionarissen die omgekomen waren in 1962. Echter later wordt besloten om er een herdenkingsplaats van te maken voor alle omgekomen missionarissen in Congo, ongeacht de nationaliteit of religie. In totaal staan er 217 namen op de buitenmuur van de kapel, waaronder die pater Piet van den Biggelaar.
Op 7 mei 1967 werd de herdenkingsplaats ingehuldigd door Koning Boudewijn. Martien en Willem van den Biggelaar waren uitgenodigd bij de huldiging en de broers hadden de uitnodiging geaccepteerd en waren aanwezig.

## Herdenkingssteen Beek en Donk

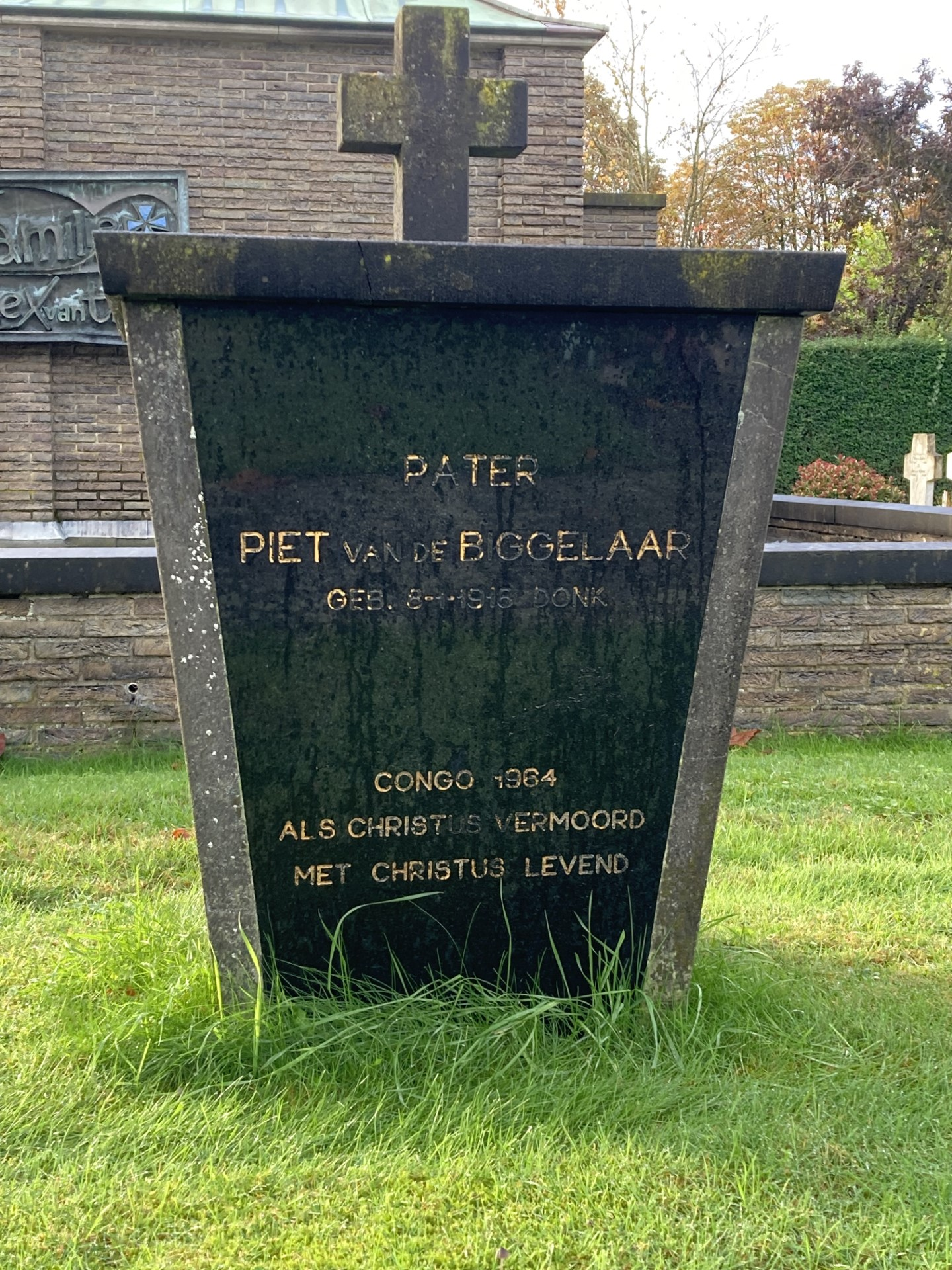
Herdenkingssteen Piet vd Biggelaar

Op de begraafplaats bij de Sint Leonarduskerk staat een herdenkingssteen ter nagedachtenis van pater Piet van den Biggelaar.
Wie de opdracht gaf tot het maken en plaatsen van de steen is niet bekend. In de gemeente Laarbeek is dit wat herinnert aan de vermissing van Pater Piet van de Biggelaar.